# Nitrito de amonio

Fórmula molecular del Nitrito de Amonio.

El nitrito de amonio, NH4NO2, es una sal que contiene iones amonio y nitrito. Se utiliza como raticida, microbiocida y pesticida agrícola, y es sumamente tóxico para los seres humanos y organismos acuáticos.

## Preparación
El nitrito de amonio forma parte de la naturaleza en el aire y puede ser preparado por la absorción de cantidades equivalentes de dióxido de nitrógeno y óxido nítrico en amoníaco acuoso.
También se puede preparar por oxidación del amoniaco con ozono o peróxido de hidrógeno, o en una precipitación reacción del nitrito de bario o plomo con sulfato de amonio, o nitrito de plata con cloruro de amonio, o perclorato de amonio con nitrito de potasio. El precipitado se filtra y la solución concentrada. Forma cristales incoloros que son solubles en agua y se descomponen en presencia de ácido, con la formación de nitrógeno.
NH4NO2 → N2 + 2 H2O

## Propiedades
El nitrito de amonio puede explotar a una temperatura ambiente de 60-70 °C. Se descompone más rápidamente cuando una solución concentrada que cuando es un cristal seco.